# Aire urbaine
Ne doit pas être confondu avec Unité urbaine.
Une aire urbaine (terminologie officielle française) est une notion utilisée en géographie humaine, en urbanisme, en aménagement du territoire et dans d'autres disciplines. Elle reçoit des noms différents selon le pays ; ainsi est-elle appelée « région métropolitaine » dans la nomenclature statistique du recensement canadien ou encore « aire d'attraction d'une ville » depuis 2020 en France. Les définitions et appellations d'une aire urbaine — zone d'attraction d'un pôle urbain tissant des relations d'activité professionnelle, commerciale et administrative — varient selon les pays. L'aire urbaine peut être transfrontalière si elle s'étend sur plusieurs pays.

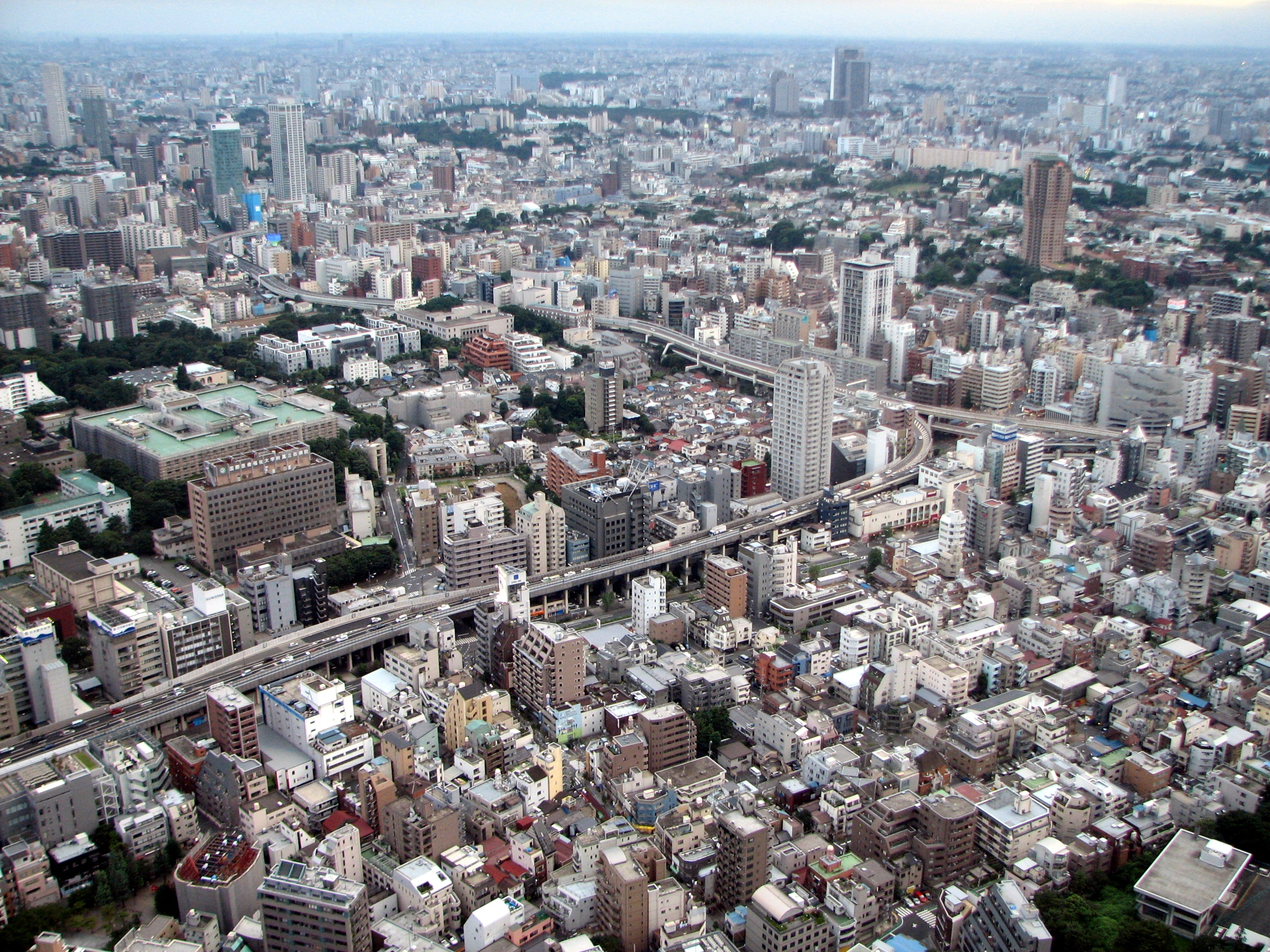
Banlieue ouest de Tokyo, Japon.

## Définitions
Les instituts statistiques de nombreux pays définissent la ville ou l'urbain sur un ensemble variable de critères. Ils distinguent en général :
- La commune, unité administrative, loin de toujours correspondre à la réalité d'un regroupement humain - et qui peut être aussi bien urbaine que rurale ; la différence considérable de leur taille selon les pays et les régions ne permet d'ailleurs pas d'utiliser la commune comme base d'analyse ou de comparaison ;
- La communauté de communes, regroupement administratif de communes pour des services ou intérêts communs, avec les mêmes réserves.
- L'agglomération, ou unité urbaine, fondée sur la continuité du bâti ;
- L'aire urbaine, aire fonctionnelle fondée sur la mobilité, notamment les déplacements domicile-travail, qui dessinent des bassins d'emploi[2], l'extension de ceux-ci pouvant toutefois être plus vaste ou plus étroite que celle d'une aire urbaine.

## Différences entre pays
Si on comprend bien qu'une des fonctions du regroupement en unités urbaines est de fournir un cadre statistique aux politiques publiques, et donc peut différer d'un pays à l'autre, il n'en va pas de même de leur définition du point de vue de la géographie et plus généralement des sciences humaines : un objet scientifique se doit de viser à une définition universelle.
Il est actuellement difficile d'établir des données comparables entre aires urbaines dans le monde, les définitions et méthodes de calcul variant d'un pays à l'autre. Ainsi, l'aire urbaine française peut être vue comme l'équivalent des metropolitan areas américaines, mais une urban area anglo-saxonne se rapproche plus d'une unité urbaine française. Qui plus est, les unités de base sur lesquelles sont réalisés les calculs diffèrent : aux États-Unis, les comtés sont souvent utilisés, tandis qu'en France, les communes remplissent cet office, ce qui conduit à un maillage plus fin.
Ces difficultés épistémologiques ont donné naissance au concept de zone urbaine élargie, dont l'objectif est d'harmoniser les données sur le plan international, et plus particulièrement au sein de l'Union européenne.
Par ailleurs, certains ont tenté de mettre un terme à l’utilisation de données urbaines basées sur des définitions arbitraires variant d’un pays à l’autre et d’un recensement à l’autre, ce qui rend toute comparaison hasardeuse.
Cela a donné lieu à l’élaboration d’un Système métrique urbain (SMU) permettant de corriger le problème. Le SMU fait cela en définissant mathématiquement les aires urbaines, ce qui rend possible le calcul de leurs frontières et de leurs centres mathématiques. Il s’applique de la même manière à n’importe quelle distribution des populations et des emplois, passée, présente ou future.
Ce nouveau système est basé sur le calcul de champs vectoriels reposant sur l’hypothèse que, dans un espace donné, tous les habitants et tous les emplois exercent la même force d’attraction A et la même force de répulsion R. La force nette (A - R) exercée par chaque habitant et chaque emploi prend la forme suivante : [1/(1 + d)] - [1/( β + d/2)], où d = distance et β est l’unique paramètre du système.
Le SMU distingue les types d’aires urbaines suivantes, chaque type correspondant à une valeur donnée de β:
|    | Aire urbaine             | Distance où la force d’attraction = la force de répulsion | Valeur de β |
| 1  | Ville centrale           | 10 km                                                     | 6           |
| 2  | Agglomération            | 20 km                                                     | 11          |
| 3  | Métropole                | 40 km                                                     | 21          |
| 4  | Patropole                | 80 km                                                     | 41          |
| 5  | Mégalopole               | 160 km                                                    | 81          |
| 6  | Système urbain           | 320 km                                                    | 161         |
| 7  | Macrosystème urbain      | 640 km                                                    | 321         |
| 8  | Système continental      | 1,280 km                                                  | 641         |
| 9  | Système intercontinental | 2,560 km                                                  | 1,281       |
| 10 | Système mondial          | 5,120 km                                                  | 2,561       |
| -- | ------------------------ | --------------------------------------------------------- | ----------- |

Le SMU a été appliqué à plusieurs cas canadiens depuis 2018. Pour en tirer tous les bienfaits, il faudra qu’il soit étendu au monde entier.

### Amériques

#### États-Unis d’Amérique

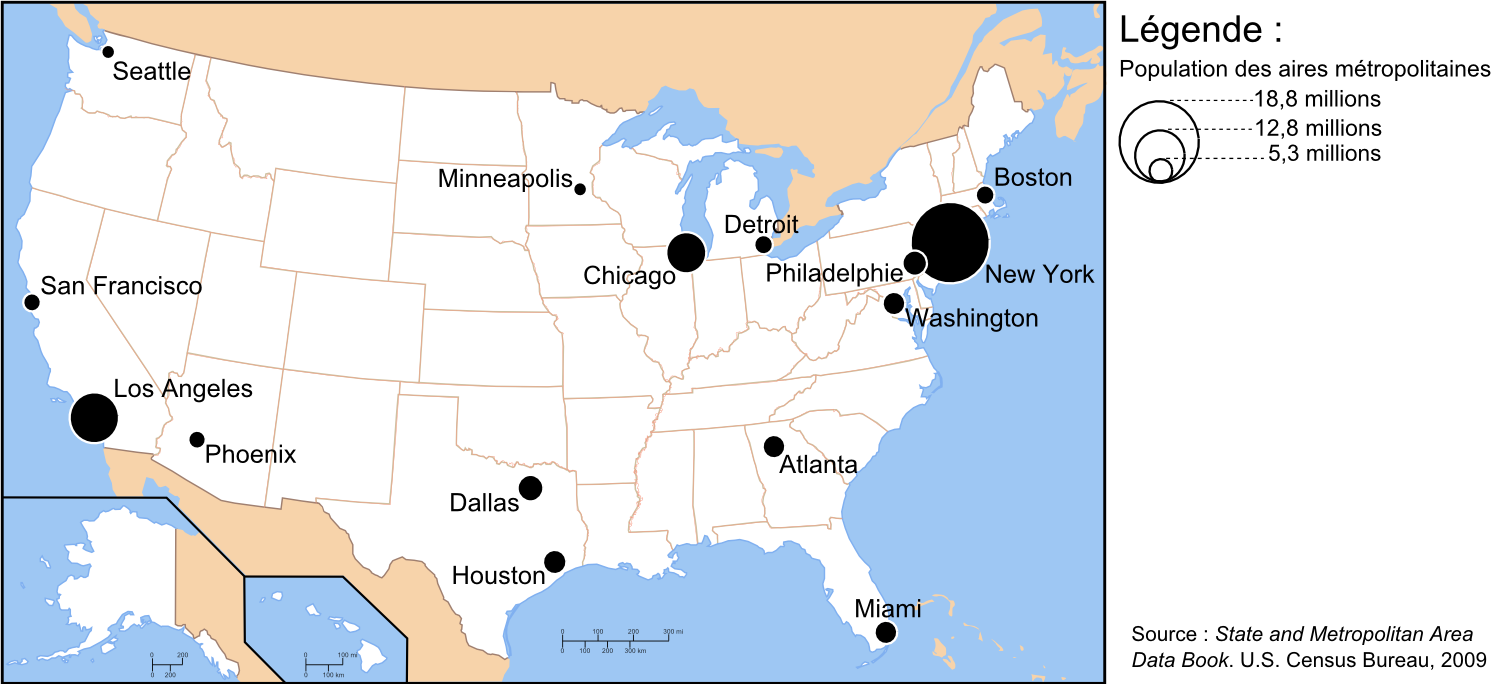
Carte des aires métropolitaines aux États-Unis.

Les États-Unis utilisent le terme de metropolitan area (« aire métropolitaine »), dont la définition a varié au cours des derniers recensements, mais qui englobe une agglomération et les zones périphériques qui lui sont liées du point de vue professionnel et commercial (notamment BosWash). Le terme urban area (littéralement « aire urbaine », urbanized area aux États-Unis) est également utilisé par plusieurs pays anglo-saxons mais il correspond à l'unité urbaine française :
- Aux États-Unis, il s'agit d'un groupe d'unités de recensement d'une densité de population d'au moins 1 000 habitants par mile carré et les unités adjacentes d'une densité d'au moins 500 habitants par mille carré.
- En Australie, la densité minimale est fixée à 200 hab./km2.
- Au Royaume-Uni, il s'agit de zones dont l'écart entre habitations ne dépasse pas 200 m.

#### Canada
Au Canada, une région urbaine est un territoire ayant une population minimale de 1 000 habitants et une densité minimale de 400 hab./km2. Si une région urbaine atteint 10 000 habitants, elle forme alors le noyau urbain d'une agglomération de recensement et comprend alors les municipalités voisines ayant un niveau d'intégration élevé. Si une agglomération de recensement dépasse 100 000 habitants et que son noyau urbain dépasse 50 000 habitants, elle sera reconnue comme région métropolitaine de recensement.

#### Colombie
La loi colombienne définit depuis 1994 des aires métropolitaines (áreas metropolitanas). Un critère majeur de leur définition est qu’une grande partie de ses habitants se déplacent quotidiennement pour aller travailler dans le centre urbain. En théorie, cette définition correspond assez bien à celle d’une aire urbaine. En pratique, ce n’en est pourtant qu’une approximation très grossière :
- il s’agit avant tout d’une communauté de communes, regroupement administratif dépositaire d’une autorité sur ses domaines de compétence (transports, etc.). C’est même le second niveau administratif de l’organisation territoriale en milieu urbain, entre le département et la municipalité (municipio)[7] ;
- les aires métropolitaines sont déterminées dans le cadre une procédure préétablie, mais la décision relève des municipios qui peuvent ou non se regrouper[8] : ceux-ci s’entendent pour des raisons pratiques, et non dans une visée statistique ou de géographie humaine, et il n’y a pas d’homogénéité entre les différentes aires métropolitaines ;
- la création des aires métropolitaines est pour la même raison aléatoire, elles ne sont pas définies partout ; à l’heure actuelle, six aires disposent d'ailleurs de la personnalité juridique (dont celle de Valle de Aburrá, la plus ancienne et la plus importante), et dix-huit aires n’en disposent pas (dont celle de Bogotá, ainsi que trois aires transfrontalières) ;
- enfin, la taille des municipios colombiens (en moyenne 65 fois celle des communes françaises) rendrait nécessaire, pour définir tant les aires urbaines que les unités urbaines, de s’appuyer sur les unités plus fines qui constituent tant leurs zones urbaines (comunas) que leurs zones rurales (corregimientos et veredas).

### Europe

#### Autriche
En Autriche, depuis 1975, les Stadtregionen (régions urbaines) sont constituées d'un pôle central, appelé Kernraum, regroupant 15 000 habitants au moins dans des zones dont l'écart entre habitations ne dépasse pas 500 m, ainsi que les communes dont au moins 30 % de la population résidente active travaille dans le pôle central. On compte 39 régions urbaines regroupant 5,2 millions d'habitants, soit 65,8 % de la population autrichienne en 2000.

#### France
En France, l'aire d'attraction d'une ville remplace l'ancien découpage en aires urbaines. Cette dernière était, selon la définition de l'Insee, un ensemble continu et sans enclave formé par un pôle urbain (unité urbaine offrant plus de 10 000 emplois) et par sa couronne périurbaine, c'est-à-dire les communes dont 40 % de la population active y résidant, travaille dans le pôle urbain ou dans une commune fortement attirée par celui-ci.

#### Portugal
Au Portugal, la tipologia de Áreas Urbanas, établie en 1998 et appliquée depuis 2000 par l'Office statistique national (INE) et la Direction générale de l'Aménagement du territoire et Développement urbain (DGOTDU), établit des « aires à prédominance urbaine » (APU) sur la base des freguesias. Les APU sont délimitées sur des critères minimaux de taille (5 000 habitants agglomérés), de densité (500 habitants par kilomètre carré) ou de croissance de la population de la freguesia, mais aussi selon les fonctions administratives de la localité ou son voisinage d'une autre freguesia urbaine. Les APU regroupent ainsi 68 % de la population portugaise.

#### Slovénie
En Slovénie, les aires urbaines regroupent depuis 2003 un pôle urbain (mestna naselja), c'est-à-dire une ou plusieurs localités sélectionnées en fonction de leur taille, de leur rôle administratif et/ou d'un excès d'emplois par-rapport au nombre des actifs résidents, ainsi que des localités sous influence urbaine (naselja en mestnih obmocjih), c'est-à-dire situées à proximité d'un pôle de 5 000 habitants et plus, avec une proportion de pendulaires significative et un nombre limité d'exploitations agricoles. On compte ainsi 104 aires urbaines regroupant 49,5 % de la population slovène.

### Autres continents
- Liste des aires urbaines de l'Afrique
- Liste des aires urbaines de l'Asie-Pacifique
- Liste des aires urbaines du Moyen-Orient